# Siro Lombardini

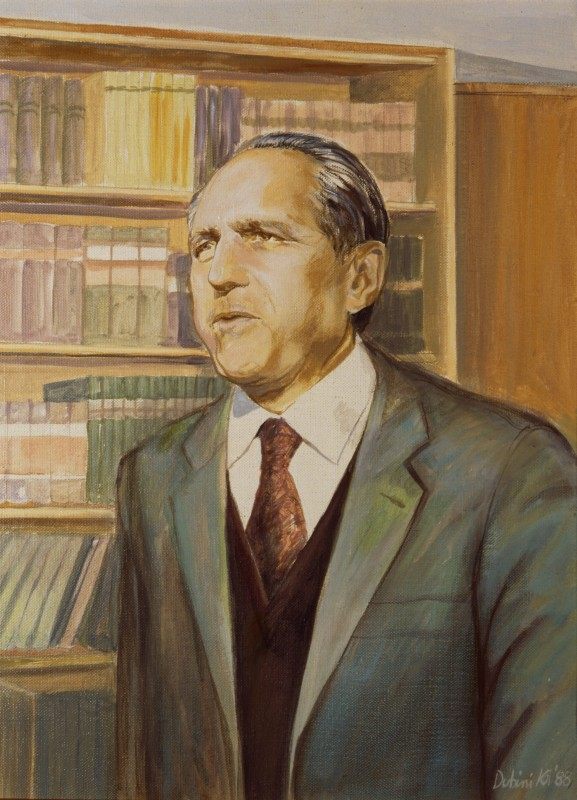
Professor Lombardini in Milaan

Siro Lombardini (Milaan, 3 juli 1924 – Chieri, 25 oktober 2013) was een politicus voor de Democrazia Cristiana in Italië. Hij was hoogleraar economie, zaakvoerder van vennootschappen in Lombardije en bankier. Qua politieke functies was hij senator (1976-1979) en minister van Overheidsbedrijven (1979-1980).

## Levensloop

### Econoom
Als student economie was Lombardini lid van het Bevrijdingscomité van Lombardije (1945). Hij studeerde af als econoom aan de Milanese vestiging van de Università Cattolica del Sacro Cuore. Hij specialiseerde zich in de volgende jaren aan de London School of Economics en de universiteit van Chicago. Vanaf 1955 was hij academisch actief aan de Katholieke Universiteit van Milaan. Zijn onderzoeksdomeinen als hoogleraar economie waren monopolies, vraag en aanbod gestuurd door de Staat en economische methodiek. Lombardini was niet alleen hoogleraar in Milaan, maar ook aan de universiteiten van Turijn en Modena en van Bari in Zuid-Italië. In Turijn was hij academisch directeur van het Istituto di Ricerca Economica e Sociale dell’università (1958-1968). Hij leidde verschillende investeringsmaatschappijen en was zo een van de eersten die investeerden in micro-electronica in Italië. Het gaat onder meer om de vennootschappen Standa, SIFA, Gondrand en Taverna Genova. 
Van 1989 tot 1992 was Lombardini voorzitter van de Italiaanse vereniging van economen. 
Later in zijn carrière werd hij bankier. Zo was hij voorzitter van de Banca Popolare van Novara (1995-2002) en, nadat deze bank was gefusioneerd, vice-voorzitter van de nieuwe Banco Popolare di Verona e Novara. In deze periode leidde hij de bankenunie van Volksbanken (Banche Popolari). Lombardini was lid van de Accademia dei Lincei in Rome vanaf 2001.
Zijn bekendste student en medewerker was professor Romano Prodi; Prodi werd later premier van Italië en voorzitter van de Europese Commissie.

### Politicus
Als hoogleraar economie was Lombardini economisch adviseur op diverse kabinetten van christendemocratische ministers. In 1973 nam hij deel aan de Bilderbergconferentie.
In 1976 werd Lombardini verkozen tot senator. In de Italiaanse senaat legde hij zich toe op twee commissies: deze van het Rijksbudget en van het Toezicht op de Openbare Schuld. In 1979 verliet hij de Senaat om toe te treden tot het eerste Kabinet Cossiga (1979-1980). Lombardini was er korte tijd minister van Overheidsbedrijven; tijdens zijn mandaat barstte een financieel schandaal los bij Ente nazionale idrocarburi of Eni, een staatsbedrijf voor energie.

## Selectie van publicaties

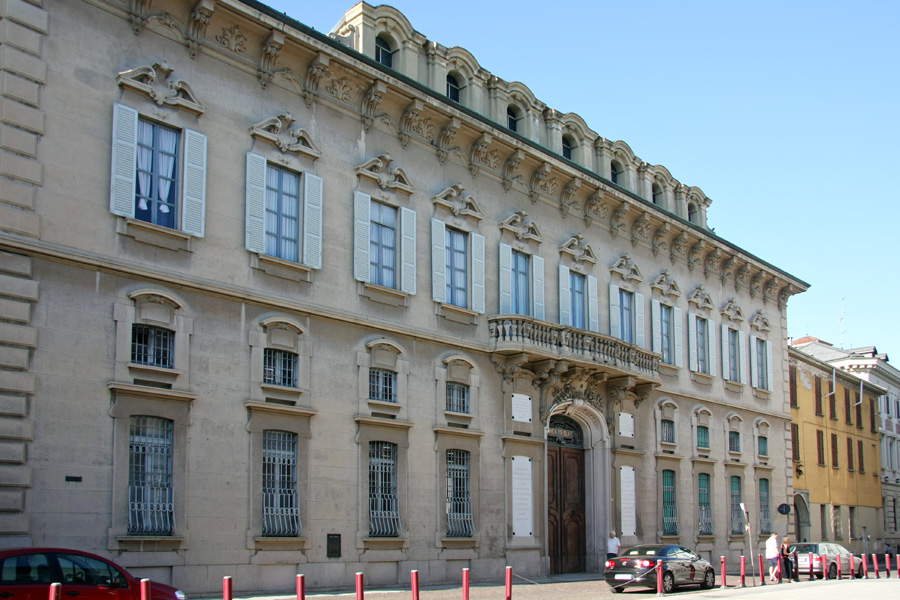
Volksbank in Novara, Italië

- Il monopolio nella teoria economica (1953)
- Fondamenti e problemi dell’economia del benessere (1954)
- L’analisi della domanda nella teori economica (1957)
- La programmazione ; idée, esperienze, problemi (1967)
- Concorrenza, monopolio e sviluppo (1976)
- Oltre la crisi. Verso la società post-capitalistica (1979)
- Il nuovo corso di economia politica, 2 volumes (1983-1985)
- La grande crisi : 1987 come il 1929 ? (1992)
- Dentro la crisi (1992)
- Growth and economic development (1996)
- La voce del silenzio : alla scoperta dello spirito (1998)
- L’economia oltre il 2000 : crisi, ripresa o svolta (1999)
- L’ultima speranza : il Dio ineffabile (2000)
- Libertà per il ragione (2001)
- Verso un mondo nuovo (2004)
- Dalla terra al cielo. Un viaggio tra ragione e mistero (2005)
- Carli, Biffi, Ciampi: tre governatori e un’economia (2005)
- Lettere ai giovani (2005) of brieven aan jongeren.